# Felony (film)
Felony è un film del 2013 diretto da Matthew Saville.

## Trama
Il detective Mal Toohey rimane illeso dopo una sparatoria nel corso di una retata antidroga. Dopo essere stato celebrato dai colleghi, l'uomo torna a casa guidando ubriaco di notte e colpisce con il suo specchietto un bambino in bicicletta che cade e rimane gravemente ferito. Egli chiama un'ambulanza, ma quando sulla scena giungono i detective Jim Melic e Carl Summer nega ogni coinvolgimento nell'incidente. Melic si dimostra da subito sospettoso ed inizia ad indagare. Egli capisce che i fatti di quella notte sono nascosti dalla reticenza di Toohey, ma non sa che è stato aiutato dal collega Summer che ha falsificato l'alcol-test e ostacolato le indagini. Toohey, nel frattempo, inizia ad essere logorato dai sensi di colpa per quello che ha fatto. Vorrebbe confessarlo per liberarsi la coscienza, ma gli viene impedito sia da Summer, che vuole proteggere il corpo di polizia, sia dalla moglie. Quando il bambino muore senza essere mai uscito dal coma, Toohey crolla emotivamente. Ferito per un tamponamento, raggiunge insanguinato e frastornato la casa della famiglia del bambino e, davanti agli agenti intervenuti, confessa e chiede perdono alla madre che si allontana.

## Produzione
Protagonisti del film sono Tom Wilkinson, Joel Edgerton, Jai Courtney e Melissa George. Edgerton è anche autore della sceneggiatura, nonché produttore della pellicola.

## Distribuzione
Il film è stato presentato in anteprima il 10 settembre 2013 al Toronto International Film Festival. È stato poi distribuito nelle sale cinematografiche australiane il 28 agosto 2014.